# RWS (Unternehmen)
Die RWS GmbH (ursprünglich für Rheinisch Westfälische Sprengstoff-Actien-Gesellschaft) ist ein Hersteller von kleinkalibriger Munition für zivile und militärische Zwecke, Anzündmitteln und weiteren pyrotechnischen Spezialitäten. Das Unternehmen mit Sitz in Fürth verfügt über Standorte in Fürth und Sulzbach-Rosenberg.

## Geschichte
Der Chemiker Emil Müller gründete das Unternehmen 1886 in Köln. Im gleichen Jahr errichtete er mit der Zünderfabrik Troisdorf eine Produktionsstätte für Sprengkapseln in Troisdorf. Drei Jahre später übernahm die Rheinisch Westfälische Sprengstoff-Actien Gesellschaft das Laboratorium zur Herstellung von Zündladungen von Heinrich Utendoerffer in Nürnberg. Als das Firmengelände in Nürnberg nicht mehr ausreichte, plante man ab 1894 in Stadeln einen Erweiterungsstandort, der im August 1897 in Betrieb genommen wurde. Im Dezember 1910 verstarb Emil Müller. Generaldirektor Paul Müller übernahm daraufhin die Leitung der RWS. Während der Wirtschaftskrise der 1930er Jahre fusionierte RWS 1931 gemeinsam mit fünf weiteren Unternehmen mit der Dynamit-Actien-Gesellschaft. Der Firmensitz des fusionierten Unternehmens wurde Troisdorf. Die Marke RWS für Munition blieb dennoch bestehen.
Nach der Umfirmierung zur Dynamit Nobel AG erwarb das Unternehmen 1959 den Standort in Sulzbach-Rosenberg und übernahm Geco (1963). In den 1970er Jahren entwickelte das Unternehmen schwermetallfreie Munition. Hintergrund waren hohe Schwermetall-Staubwerte in Schießständen, die aus Lärmschutzgründen nun überdacht sein mussten. Ende der 1970er Jahre ging diese Munition mit dem Markennamen Sintox in die Produktion, die im Folgejahrzehnt technisch angepasst wurde. Norma wurde 1990 erworben. 2002 kaufte das Schweizer Unternehmen RUAG den Kleinkaliberbereich von Dynamit Nobel und strukturierte diesen und seine eigene Munitionssparte als RUAG Ammotec. Der deutsche Teil des Unternehmens firmierte dabei als RUAG Ammotec GmbH. Die RUAG Ammotec bestand 20 Jahre, bis 2022 Beretta das Eigentum an Ammotec mit allen ihren Marken erwarb. In diesem Zusammenhang nahm RUAG Ammotec GmbH den Traditionsnamen RWS an.

## Zielgruppen, Produkte, Marken
Die RWS GmbH führt mehrere Marken. Bedient wird sowohl der Governance- als auch der kommerzielle Bereich mit Ausrichtung auf den zivilen Absatzmarkt und die Industrie.

### Armee und Polizei
Zu den Kunden der Sparte Governance zählen neben der deutschen Bundeswehr und den Streitkräften verschiedener NATO-Mitglieder auch Polizeibehörden aus unterschiedlichen Ländern.

### Zivile Kunden
Kommerziell werden einerseits die eigene Marke RWS sowie Geco, Rottweil und Hausken an Zivilpersonen, wie beispielsweise Jäger und Sportler, vertrieben. Andererseits fertigt RWS Produkte, die in die Erzeugnisse anderer industrieller Hersteller eingehen. Dazu gehören Komponenten für kleinkalibrige Munition, Anzündelemente und Anzündsätze sowie pyrotechnische Mischungen für den überwiegend automobilen Gebrauch wie Airbags oder Gurtstraffer. Hergestellte Kartuschenmunition wird beispielsweise für Bolzensetzgeräte in der Befestigungstechnik oder für Bolzenschussapparate in der Schlachtindustrie verwendet.

### Produktmarken
- RWS: Marke für den Jagd- und Schießsport mit einem Sortiment von Büchsenpatronen, Randfeuerpatronen, Luftgewehrkugeln und Pistolenmunition sowie Wiederladekomponenten
- Geco: Jagd- und Sportmunition für Büchsen, Pistolen, Revolver, Luftgewehre sowie Wiederladekomponenten
- Hausken: Aus Norwegen stammende Marke für Schalldämpfer; das entsprechende Unternehmen ist seit 1992 auf die Entwicklung und Herstellung dieser Vorrichtungen spezialisiert.
- Rottweil: Schrotpatronen für Jäger und Sportschützen

## Sportförderung
Das Unternehmen fördert mit seinen Marken den Schießsport.
- RWS ist Partner des  Deutschen Schützenbundes (DSB).[24] 2010 war es zum Beispiel Hauptsponsor der 50. ISSF-Weltmeisterschaft im Sportschießen in München.[25] Viele internationale Spitzensportler greifen auf die Munitions-Marke RWS zurück (siehe Artikel RWS (Munition), Abschnitt „Sportförderung“).
- Die Marke Geco wird ebenfalls im Sponsoring eingesetzt, zum Beispiel als offizielle Munition bei Wettkämpfen[26] oder zur Unterstützung einzelner Athleten.[27] So war Geco Hauptsponsor der Geco IPSC Masters 2023 in Philippsburg;[28] im August 2024 wird die Gewehrmeisterschaften III in Finnland als Match- und Munitionssponsor unterstützt.[29]
- Qualifizierte Nachwuchsschützen werden mit einem Munitionsstipendium der Marke Rottweil gefördert.[30]

Außerdem sind viele Mitarbeiter der RWS GmbH selbst national und international erfolgreiche Sportschützen.